# Daniel Kreutzer
Daniel Kreutzer (* 23. Oktober 1979 in Düsseldorf) ist ein ehemaliger deutscher Eishockeyspieler sowie -trainer und heutiger -funktionär, der seit April 2024 Sportdirektor bei den Kassel Huskies aus der DEL2 ist. Den Großteil seiner aktiven Laufbahn verbrachte er bei seinem Stammverein Düsseldorfer EG. Darüber hinaus bestritt er 201 Länderspiele für die deutsche Nationalmannschaft. 

## Spielerkarriere

### DEG, Oberhausen und Kassel (1996–2002)
Daniel Kreutzer begann seine Profikarriere in der Saison 1996/97 bei der Düsseldorfer EG, für die auch bereits sein Bruder Christof Kreutzer aktiv war. In seiner ersten Saison spielte der Stürmer lediglich 14 Spiele für Düsseldorf und wurde mit einer Förderlizenz ausgestattet, sodass er gleichzeitig beim EV Duisburg in der zweitklassigen 1. Liga Erfahrung sammeln konnte. Bereits in seinem ersten Jahr schoss der Linksschütze für die Düsseldorfer EG sein erstes Tor in der DEL. Im Folgejahr wechselte er zu den ECR Revier Löwen, um mehr Spielpraxis zu erlangen. 1998/1999 wechselte Kreutzer wiederum den Verein und spielte für die kommenden vier Spielzeiten bei den Kassel Huskies. Unter dem damaligen Huskies- und Nationaltrainer Hans Zach wurde Daniel Kreutzer zum deutschen Nationalspieler. In der Saison 2000/01 erzielte der Angreifer zum ersten Mal mehr als 40 Scorerpunkte in einer Saison (41) und beendete die Spielzeit mit einer positiven Plus/Minus-Bilanz von +9.

### Rückkehr zur DEG (2002–2017)
2002 kehrte Daniel Kreutzer nach Düsseldorf zu den mittlerweile umbenannten DEG Metro Stars zurück, wo er die Rückennummer 23 erhielt. In der Saison 2005/06 wurde er zum Kapitän ernannt und trug damit das C auf dem Düsseldorfer Trikot. Sein größter Erfolg mit der DEG war der Pokalsieg 2006 und die Vizemeisterschaft in den Jahren 2006 und 2009. Als persönlichen Erfolg kann er den inoffiziellen Titel als bester deutscher Scorer der Saison 2005/06 für sich verbuchen, welcher auf die gute Zusammenarbeit mit seinen Reihenkollegen Tore Vikingstad sowie Klaus Kathan zurückzuführen ist und als Angriffsformation die Abkürzung KVK trug. Des Weiteren wurde er 2006 zum zweiten Mal nach 2004 von der Fachzeitschrift Eishockey News zum besten Deutschen in der DEL ausgezeichnet. 2008 wurde Kreutzer wegen mehrerer Verstöße gegen die Meldeauflagen der Nationalen Anti-Doping Agentur für drei Monate gesperrt.
Im November 2009 verlängerte Kreutzer seinen ursprünglich bis 2010 datierten Vertrag um drei weitere Jahre bis 2013 zu geringeren Bezügen, um den Club aufgrund der finanzieller Schwierigkeiten zu entlasten. In der Saison 2010/2011 konnte Kreutzer zudem zum fünften Mal in der Vorrunde die 50-Punkte-Marke erreichen. Mit seinen 52 Scorerpunkten (18 Tore) schloss er die Vorrunde als fünfterfolgreichster Spieler ab. Im Dezember 2014 erhielt der Linksschütze erneut die Auszeichnung als bester Spieler des Monats durch die Eishockey News. Im Januar 2015 verlängerte er seinen Vertrag erneut bis 2017.
Aufgrund einer Schulterverletzung zu Beginn der Saison und folgender Operation derselben verpasste Kreutzer einen Großteil der Saison 2016/17. Zudem zog er ein Ende seiner Profi-Karriere in Betracht. Im Juni 2017 bestätigte die DEG den Abschied von Kreutzer. Mitte August wurde das Ende seiner Spielerlaufbahn verkündet. Am 2. Februar 2018 wurde Daniel Kreutzers Rückennummer 23 unter die Decke des ISS Domes gehängt PSD Bank Dome, die 23 wird in Düsseldorf nicht mehr vergeben.

### International
Der 201-malige Nationalspieler debütierte am 5. November 1998 gegen Slowenien (1:1) in der deutschen Nationalmannschaft. Der damalige Bundestrainer Hans Zach nominierte ihn auch für die B-Weltmeisterschaft 1999, bei welcher dem deutschen Team der Wiederaufstieg in die A Gruppe gelang.
Er vertrat die DEB Auswahl bei den Olympischen Winterspielen 2002 und 2006 sowie bei insgesamt 12 Weltmeisterschaften. Unter Zach (1998–2004) und seinem Nachfolger Greg Poss (2004–2005) war Kreutzer Stammspieler der Nationalmannschaft und erhielt Nominierungen zu allen großen Turnieren. Unter Bundestrainer Uwe Krupp (2005–2011) verlor der Angreifer seinen Stammplatz innerhalb der Mannschaft und musste die Weltmeisterschaft 2008 in Kanada aus gesundheitlichen Gründen absagen. 2010 bei der Heim-WM in Deutschland wurde er von Krupp nachnominiert und erreichte mit seinem Team das Halbfinale, wo man gegen Russland ausschied. Im August 2011 gab Kreutzer schließlich seinen Rücktritt aus der Nationalmannschaft bekannt.

### Rekorde
Kreutzer ist der Spieler mit den meisten Toren (217), Assists (425), Spielen (780), Scorerpunkten (642) und Strafminuten (1.163) der Düsseldorfer EG seit deren Bestehen in der DEL.
Am 4. Oktober 2015 absolvierte er seine 1000. DEL-Partie und erhielt von der DEL einen Ehrenring, welcher zuvor bereits Nikolaus Mondt und Mirko Lüdemann überreicht wurde. Bis zum 24. November 2021 war er der erfolgreichste Scorer der Ligageschichte. Insgesamt bestritt Kreutzer 1066 DEL-Spiele, in denen er 797 Scorerpunkte erzielen konnte und liegt damit hinter seinem ehemaligen Mitspieler Patrick Reimer (859) und Daniel Pietta (808) auf Rang 3 der besten Punktesammler der DEL-Geschichte (Stand: Ende der Hauptrunde 2024/25).

## Erfolge und Auszeichnungen
- 2002 Teilnahme am DEL All-Star Game
- 2003 Teilnahme am DEL All-Star Game
- 2004 Teilnahme am DEL All-Star Game
- 2004 Wahl zum besten deutschen Spieler in der DEL durch die Fachzeitschrift Eishockey News
- 2005 Teilnahme am DEL All-Star Game
- 2006 Wahl zum besten deutschen Spieler in der DEL durch die Fachzeitschrift Eishockey News
- 2007 Teilnahme am DEL All-Star Game
- 2022 Aufnahme in die Hockey Hall of Fame Deutschland

## Nach der Spielerkarriere
Ende Januar 2018 wurde er als Co-Trainer Mitglied des Trainerstabs der Düsseldorfer EG. Im März 2018 wurde Kreutzer für eine Länderspielreise nach Russland als Co-Trainer in den Stab der deutschen Nationalmannschaft berufen. Mit Beginn der Saison 2018/19 wurde Kreutzer als Leiter Scouting und Mitglied der Sportlichen Leitung im Management der Düsseldorfer EG verpflichtet.
Zur Saison 2022/23 wurde Kreutzer als Co-Trainer in das Team der Düsseldorfer EG aufgenommen, nachdem er in der vorangegangenen Saison bereits als Interims-Co-Trainer eingesprungen war. Am 18. Oktober 2023 gab der Düsseldorfer Traditionsverein bekannt, dass man sich von Kreutzer getrennt hat, nachdem der Saisonstart mit zwei Siegen aus elf Spielen missglückte. Sein Nachfolger wurde Mike Pellegrims, der zwischen 2001 und 2006 bei der DEG spielte und das Team bereits ein Großteil der Spielzeit 2017/18 als Cheftrainer betreute.
Im April 2024 wurde Kreutzer als Sportdirektor bei den Kassel Huskies vorgestellt.

## Familie
Die Eltern von Daniel Kreutzer sowie sein Bruder Christof betrieben direkt an der früheren Spielstätte der DEG das Restaurant „Kreutzer“.

## Karrierestatistik
(Legende zur Spielerstatistik: Sp oder GP = absolvierte Spiele; T oder G = erzielte Tore; V oder A = erzielte Assists; Pkt oder Pts = erzielte Scorerpunkte; SM oder PIM = erhaltene Strafminuten; +/− = Plus/Minus-Bilanz; PP = erzielte Überzahltore; SH = erzielte Unterzahltore; GW = erzielte Siegtore; 1 Play-downs/Relegation; Kursiv: Statistik nicht vollständig)